# Nglinduk
Nglinduk is een bestuurslaag in het regentschap Grobogan van de provincie Midden-Java, Indonesië. Nglinduk telt 3417 inwoners (volkstelling 2010).